# Canal Tours
Canal Tours (tidligere DFDS Canal Tours) er en havnerundfart i Københavns Havn og er siden 2011 en del af Strömma Turism & Sjöfart AB.
Der sejles dels guidede ture uden stop med afgang fra Nyhavn og Gammel Strand og dels en rute uden guide med mulighed for af- og påstigning på en række forskellige stop. Kunderne er såvel turister som københavnere.

## Historie
Kaptajn Peter Thomsen etablerede i 1901 en motorfærge, da han købte sin første båd for kr. 2.000,- og oprettede en rute fra Bodenhoffs Plads til Nyhavns Hoved. Dengang var der ikke tale om sejlads for turister, men hovedsagelig transport af værftsarbejdere fra Københavns Flydedok og Skibsværft A/S, der dengang bredte sig over Krøyers og Wilders Plads. 
Peter Thomsen havde svært ved at få færgeruten til at svare sig økonomisk, så han solgte den efter et par år til den netop hjemvendte matros Charles Troest og hans to brødre. De kaldte deres virksomhed for Motorfærgen Aladdin(MFA). 
Allerede året efter den 1. maj 1904 stiftes Havnens Motorfærge A/S(HMF) af direktøren for Låne- og Diskontobanken Jens Winther, der bliver selskabets første formand, direktøren for Christianshavns Oplagspladser grosserer Axel Malling, tidligere underdirektør i Det Forenede Dampskibsselskab kaptajn V. T. Hein. Entreprenør Christian Hansen bliver selskabets første direktør, medens det står hen i det uvisse, hvordan Peter Thomsen involveres i HMF.  Allerede fra starten satsede HMF på havnerundfart for turister. De første både havde sejlet på søerne, og så opererede man med egne 5 øres mønter, som skulle nedlægges i en mekanisk virkende bøsse. Et system, der var kendt fra De Svenske Sporvogne. 
Fra 1904 og til 1960 stredes de to firmaer gentagne gange om rutenettet i Sø- og Handelsretten, idet opdelingen i henhold til en aftale var, at MFA måtte sejle på tværs ad havnen, medens HMF måtte sejle på langs.
I 1927 måtte HMF træde i likvidation. Peter Thomsens svigersøn styrmand Aage Pedersen købte HMF og Langelinjeruten for kr. 35.000, dampskibsselskabet Øresund overtog sejladsen til Klampenborg, MFA købte ruten fra Christianshavns torv til Kongens Nytorv, mens Peter Thomsen alene beholdt en lille rute i Sydhavnen fra Flæskehallen til Gunløgsgade. 
MFA og HMF indgik en aftale om fordelingen af koncessionerne (lejeaftalerne med Københavns Havnevæsen).
Aage Pedersen udvidede flåden som HMF`s rutenet kraftigt bl.a. med ruter til Saltholm og Trekroner. Navnlig sidstnævnte rute, der var blevet åbnet i midten af tyverne, var der gang i. På Trekroner var der restaurant, biograf, revyteater og spillehal. Et rigtigt københavnerhit, der i 1935 lokkede en Rasmus Petersen til, idet han begyndte sejlads til Trekroner. Hans bådfart blev lukket efter en tur i Landsretten.  
HMF sejlede ikke i krigens første år, og i de følgende fire år sejledes med gas generatorer. Efter krigen blev flåden fornyet med de såkaldte Langeliniebåde af mahonie med lædersæder og højtaleranlæg inkl. et guidemanuskript samt fotografering fra 1949. Alt sammen var inspireret af havnerundfarterne i Gøteborg og Amsterdam. Det blev en bragende succes ikke mindst, fordi københavnerne strømmede til efter i fem lange år at have levet for nedrullede mørklægningsgardiner. De nye og større både blev bygget på skibsværftet Lilleø ved Korsør. Dette værft ejedes af en direktør Olsen. Fra 1952 påbegyndtes et tæt samarbejde med Vikingbus, der var et datterselskab under De Forenede Vognmænd (DFV).
Aage Pedersen nærmede sig sin pensionering. Han solgte derfor med virkning fra 1. oktober 1960 HMF for kr. 500.000 til De Forenede Vognmandsforretninger(DFV). Aage Pedersen forpligtede sig til at fortsætte som leder af HMF i 5 år, mens han forestod oplæringen af sin afløser.  DFV købte godt et år efter MFA af Charles Troest for kr. 185.000 og lagde dets aktiviteter ind under HMF. Dengang kostede det kr. 30.000 at bygge en ny båd. Den samlede flåde under den sammenlagte havnerundfart bestod omkring sammenlægningen af HMF I – XIV og MFA 1- 9 samt en husbåd. Den nyeste båd var blevet bygget i 1956.
Direktøren for Vikingbus M. Thim, der stod for forhandlingerne på vegne af DFV, havde gået til dans på Gunnar Hartungs danseskole, og relationerne til læreren havde været så gode, at direktøren, der blev formand for den sammenlagte havnerundfart, fik udvirket, at danselæreren blev uddannet til inspektør i HMF af Aage Petersen. Uddannelsen var berammet til 5 år, men efter knap 5 måneder måtte Gunnar Hartung stå på egne ben. Gunnar Hartung, der kaldte sig for inspektør for HMF, stod i spidsen for virksomheden fra 1959 – 1989. Han sørgede for, at guiderne fra juni 1978 fik et opdateret guidemanuskript, der ud over dansk var skrevet på engelsk, tysk og fransk. Den 21. maj 1976 suppleredes rundfarten med minitoget Langelinien, og i 1983 fik havnerundfarten som turistattraktion 3 stjerner i Michelin.
FLSmidth-koncernen købte i 1982 De forenede Vognmandsforretninger A/S. I slutningen af 1970`erne blev DFV blev solgt til DFDS, men uden HMF, der i 1981 blev etableret som et selvstændigt datterselskab under FLSmidth-koncernens datterselskab Dantransport A/S. 
Fredag den 1. juli 1988 skiftede Københavns Havne- og Kanalrundfart(HMF) navn til Canal Tours Copenhagen A/S, ligesom et nyt design udarbejdet af Eleven Danes Design blev præsenteret. Ud over navneskiftet satte den nye ledelse med Dantransports administrerende direktør Bjarne Andersen som formand og Niels Fredskilde som direktør i 1989 gang i en totalrenovering af flåden, som førte til, at man opsagde samarbejdet med Havnens Skibsreparationer A/S. Det medførte, at familien Olsen etablerede Nettobådene, der, som navnet siger, alene konkurrerede på prisen. Det skulle vise sig, at interessen for en rundtur i havnen var til tilstrækkelig til, at der var været plads til begge kanalrundfarter. 
Frem til 1998 blev den eksisterende flåde af træskibe erstattet af en flåde af skibe bygget over et skrog af plastik. Alt i alt investeredes i 12 nye skibe, hvoraf de ni er i fortsat drift. Alle ni blev færdigbygget på Gilleleje Bådebyggeri I/S. Herudover blev der i 1996 investeret i 2 guidemanuskripter – Nyhavnsturen og Gammelstrandturen. Ambitionerne var høje. Manuskripterne, der var på dansk, engelsk og tysk, blev skrevet af historikeren Ole Ventegodt, der havde været museumsinspektør på Orlogsmuseet. Endelig havde Ole Ventegodt til inspiration for guiderne skrevet Københavns historie – kort fortalt på 64 sider.
Den første restaurantbåd blev leveret den 24. juli 1998. Niels Fredskilde blev pensioneret den 1. oktober 1998 og blev afløst af skibsingeniør Mogens Krug, der blev hentet fra DSB. 
I foråret 1999 solgte FLSmidth-koncernen Dantransport for til De Forenede Dampskibsseleskaber A/S (DFDS) for 2 mia. kr., der i kraft af købers samtidige overtagelse af gælden i Dan Transport Holding betød en equity value på ca. 2,8 mia. kr. DFDS videresolgte allerede året efter Dantransport og DFDS-transport til De Samvirkende Vognmænd (DSV) for 5,5 mia.kr. DFDS beholdt rundfarten, der fik navnet DFDS Canal Tours A/S.
Mogens Krug gik pension i juni 2008 og blev afløst af skibsfører Erik Holsko, der havde været driftschef i 7 år. Erik Holsko gik pension i juni 2014 og blev afløst af akademiøkonom Mads Vestergaard Olesen, der havde været driftschef i 2 år.
I 2011 solgte DFDS rundfarten for 140 mio.kr. til Strömma Turism & Sjöfart AB, der i forvejen drev kanal- og havnerundfart samt turistbusvirksomhed i de nordiske lande. Rundfarten navn ændredes til Canal Tours A/S. 
Selskabet rådede i 2017 over 17 skibe, heraf 6 overdækkede og 2 restaurantbåde. Skibene er opkaldt efter figurer fra H.C. Andersens eventyr, f.eks. Klods-Hans og Prinsessen på ærten. Der transporteres over en halv million passagerer hvert år. Strömma har efter overtagelsen af Canal Tours suppleret deres aktiviteter i Danmark med Baadfarten på Lyngby Sø, Bagsværd Sø, Furesøen og Vejlesø, City Sightseeing med bus (Hop On – Hop Off, Vikingbus og Copenhagen Panorama Excursions) og med tog gennem Københavns gågader.
I 2018 kostede en tur med Canal Tours kr. 95, mens en tur med Nettobådene kostede kr. 50.

## Ruter med guide
- The Grand Tour fra Nyhavn: Nyhavn – Operaen – Refshaleøen - Den Lille Havfrue – Amalienborg Slot – Amaliehaven – Christianshavn – Vor Frelsers Kirke – Den Sorte Diamant – Nationalmuseet – Gammel Strand – Christiansborg Slot – Holmens Kirke – Børsen – Nationalbanken – Nyhavn

- The Grand Tour fra Gammel Strand: Gammel Strand – Christiansborg Slot – Holmens Kirke – Børsen – Nationalbanken – Holmen – Refshaleøen - Den Lille Havfrue – Amaliehaven – Amalienborg Slot – Christianshavn – Vor Frelsers Kirke – Den Sorte Diamant – Nationalmuseet – Gammel Strand

- Under de 14 broer: Nyhavn – Christianshavn – Vor Frelsers Kirke – Den Sorte Diamant – Nationalmuseet – Gammel Strand – Christiansborg Slot – Holmens Kirke – Børsen – Nationalbanken – Nyhavn

- Trekroner Tour: Nyhavn - Trekroner

## Ruter uden guide
- Open Top Tours: Gammel Strand – Christiansborg Slot – Holmens Kirke – Børsen – Nationalbanken – Nyhavn – Operaen – Refshaleøen - Trekroner - Den Lille Havfrue – Amaliehaven – Amalienborg Slot – Christianshavn – Vor Frelsers Kirke – Den Sorte Diamant – Fisketorvet - Islands Brygge – Den Sorte Diamant – Nationalmuseet – Gammel Strand

## Skibe
Alle skibe er bygget af Gilleleje Bådebyggeri I/S og er leveret direkte til Canal Tours eller dets forgængere i de angivne år. Alle skibe er indregistreret i København. Linksene er til de eventyr af H.C. Andersen, som skibene med en enkelt undtagelse er opkaldt efter. Skibene er hvide eller grønne i modsætning til konkurrenterne fra Netto-Bådene, der sejler med blå skibe.
- P 907 Tommelise (1991)
- P 914 Den Grimme Ælling (1992, ombygget til eldrift i 2009)
- P 926 Nattergalen (1994)
- P 934 Snedronningen (1995)
- P 936 Hyrdinden (1996)
- P 937 Skorstensfejeren (1996)
- P 942 Fyrtøjet (1997)
- P 946 Svinedrengen (1998)
- P 947 Klods-Hans (1998)
- P 957 Ole Lukøje (2000)
- P 958 Moster (2001)
- P 961 Tinsoldaten (2002)
- P 966 Prinsessen på ærten (2003)
- P 968 H.C. Andersen (2004)
- P 971 Sommerfuglen (2005)
- P 975 Store Claus (2008)
- P 980 Den lille Havfrue (2013, eldreven)